# Refleks
Il successore del missile AT-8 era il Refleks (nome in codice NATO: AT-11 Sniper); quest'arma, introdotta nel 1986, come arma per carri T-80 e T-72 ultimi modelli. È dotato di: Guida laser, velocità supersonica e guida laser su fascio.